# Jiang Yonghua
Jiang Yonghua –em chinês, 江永华– (Jixi, 7 de setembro de 1973) é um desportista chinesa que compete no ciclismo na modalidade de pista, especialista na prova de contrarrelógio.
Participou nos Jogos Olímpicos de Verão de 2004, obtendo uma medalha de prata na prova de 500 m contrarrelógio.
Ganhou uma medalha de prata no Campeonato Mundial de Ciclismo em Pista de 2004, na prova de 500 m contrarrelógio.

## Medalheiro internacional
| Jogos Olímpicos    | Jogos Olímpicos        | Jogos Olímpicos  | Jogos Olímpicos      |
| Ano                | Lugar                  | Medalha          | Competição           |
| ------------------ | ---------------------- | ---------------- | -------------------- |
| 2004               | Atenas ( Grécia)       | Medalha de prata | 500 m contrarrelógio |
| Campeonato Mundial |                        |                  |                      |
| Ano                | Lugar                  | Medalha          | Competição           |
| 2004               | Melbourne ( Austrália) | Medalha de prata | 500 m contrarrelógio |